# Aeroportul Municipal Poplar Bluff
Aeroportul Municipal Poplar Bluff (IATA: POF, ICAO: KPOF, FAA LID: POF) este un aeroport din Missouri, Statele Unite ale Americii. Aeroportul a fost tranzitat în 2019 de 42 de pasageri.
Situat la o altitudine de 100,8888 m, aeroportul dispune de 1 pistă.

## Infrastructură

### Piste
Aeroportul dispune de o singură pistă. Pista 18/36 are dimensiunile 5.008 picioare × 100 picioare. 